# Fortaleza Hillman

‎

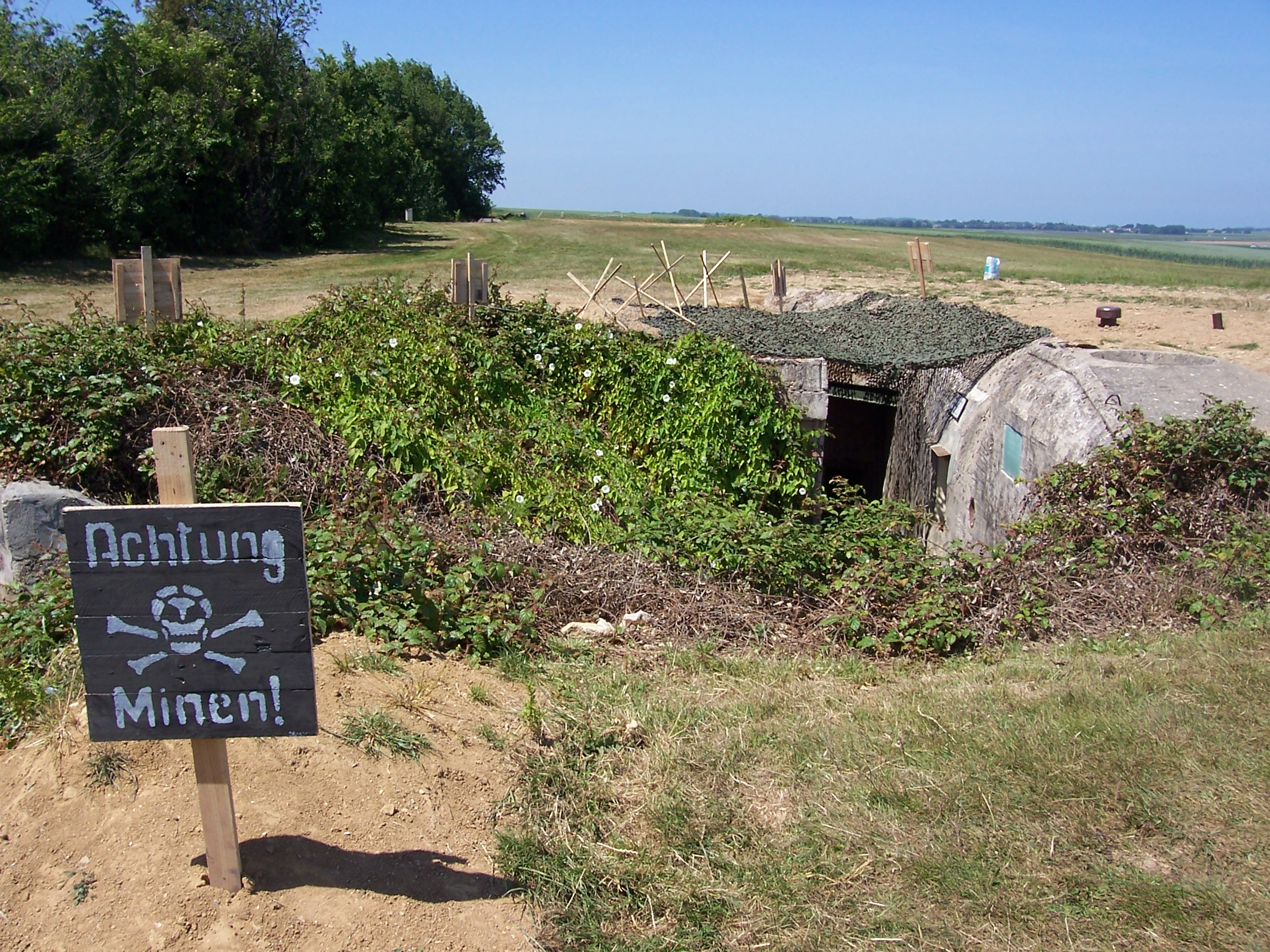
Reconstrução da Fortaleza Hillman.

A Fortaleza Hillman foi um complexo de bunkers alemão e posto de comando construído durante a Segunda Guerra Mundial e situado próximo de Colleville-Montgomery, na Normandia, França. O complexo de bunker, denominado Hill 61 e codinome Hillman pelos britânicos, foi atacado em 6 de junho de 1944 pelo Regimento Suffolk e a fortaleza finalmente se rendeu na manhã seguinte. O atraso na tomada do complexo de bunkers foi citado como um motivo para os Aliados não completarem seu principal objetivo do Dia D de tomar Caen. 
Os bunkers estão agora abertos como um museu e administrados por voluntários locais.

## Construção
Em 1942, em direção à parte sul de Colleville-Sur-Orne (renomeado Colleville-Montgomery após a guerra), a Organização Todt construiu um complexo de bunker de 24 hectares composto por 18 bunkers, incluindo dois bunkers de posto de comando H608 (com cúpulas de observação blindadas) e um bunker H605 para armas de artilharia. Foi designado em Widerstandsnest 17 (ninho da resistência (ponto forte) WN17) pelos alemães e serviu como quartel-general do 736º Regimento de Granadeiros. O complexo estava situado em um terreno elevado atrás de Ouistreham, em Périers Ridge, com vista para o que viria a ser a Espada da praia do desembarque do Dia D. Como Hillman não tinha artilharia, controlou o disparo da artilharia em Widerstandsnest 16 (WN16), codinome Morris pelos Aliados. O complexo de bunker recebeu o codinome de Hillman (outros bunkers próximos foram chamados de Morris, Daimler e Humber por causa de várias marcas de carros britânicos) pelos britânicos durante os desembarques na Normandia em junho de 1944.

## Guarnição
Hillman era o quartel-general do regimento e o posto de comando da defesa costeira na área e liderado pelo coronel Ludwig Krug. Os bunkers abrigavam cerca de 150 oficiais e homens do 736 Regimento de Granadeiros (parte da 716ª Divisão de Infantaria Estática). Muitos bunkers de observação apresentavam cúpulas blindadas com uma espessura de aproximadamente 20 in (51 cm) a 30 in (76 cm). Os bunkers eram bem equipados, com sistemas de ventilação mecânica, instalações médicas, munição e armazenamento de alimentos.
Entre os bunkers corria uma rede de trincheiras ligando as diferentes posições subterrâneas, consistindo na sede, central de sinalização, sala de rádio, refeitórios e casas de banho. Cada posição estava conectada entre si por meio de uma rede de linhas telefônicas enterradas 2 m (6.6 ft) ou 3 m (9.8 ft) subterrâneo. Todo o complexo também foi rodeado por poços de Tobruk (para metralhadoras), arame farpado e campos minados.
Construído em 61 m (200 ft) acima do nível do mar, o complexo oferecia vistas diretas das praias do desembarque, bem como da foz do rio Orne. O campo de fogo ou zona de morte estendeu-se por cerca de 600 m (2,000 ft).

## Dia D
No Dia D, 6 de junho de 1944, o bunker foi atacado pelo 1º Batalhão, Regimento Suffolk, liderado pelo Tenente Coronel Richard E. Goodwin, integrante da 8ª Brigada de Infantaria da 3ª Divisão de Infantaria Britânica. Os Suffolks pousaram em Sword Beach por volta das 08:30 da manhã e começaram a se dirigir para o interior para clarear seus objetivos.
Apoiando os Suffolks estavam tanques do Esquadrão A, Staffordshire Yeomanry e Esquadrão C do 13º / 18º Hussardos Reais, duas baterias do 33º Regimento de Campo, Artilharia Real e 76º Regimento de Campo, Artilharia Real, Engenheiros Reais da 246ª Companhia de Campo e uma máquina pelotão de armas do 2º Batalhão, Regimento de Middlesex.
Os bunkers de Hillman foram inicialmente reconhecidos pelo Capitão Geff Ryley, oficial comandante da Companhia A. Ryley repassa informações para a artilharia britânica, equipes de morteiros e tanques para bombardear os bunkers. Atacando aproximadamente em 1305, Hillman foi inicialmente flanqueado para o norte, onde os Royal Engineers limparam minas e arame farpado usando torpedos de Bangalore. Suffolks A Company passou por essa autorização, comandada pelo Tenente Mike Russell. A companhia avançou para as trincheiras alemãs, mas enfrentou fogo de metralhadora pesada (Capitão Ryley sendo morto) e recuou.
Os bunkers bem concebidos e bem defendidos revelaram-se difíceis de dominar e os Suffolks trouxeram Shermans de 13/18 Hussardos e um segundo ataque dominou o local. Para silenciar os bunkers, Sherman Fireflies atirou nas cúpulas blindadas, mas as balas ricochetearam. Os bunkers bem defendidos também estavam se revelando uma tarefa incrivelmente difícil para a infantaria. A armadura e infantaria combinadas conseguiram tomar a maior parte do complexo em 2015 horas. O último bunker restante se rendeu na manhã de 7 de junho, quando os Suffolks haviam perdido dois oficiais e cinco homens mortos e 24 feridos.

## Pós-guerra
Após a guerra, os bunkers foram aos poucos enchendo-se de terra e entulho, preservando-os em bom estado. Em 1989, Madame Lénaud, moradora de Colleville-Montgomery e proprietária do terreno onde foi construído um dos bunkers, doou-o ao Regimento Suffolk para comemorar o que aconteceu durante a guerra. Um memorial foi criado dentro do bunker e inaugurado com a presença de veteranos do Regimento Suffolk em 6 de junho de 1989. Desde 1990, os voluntários da Associação "Les Amis du Suffolk Regiment", e com o apoio da comunidade local, preservaram e continuaram a restaurar a Fortaleza Hillman, incluindo o posto de comando do Coronel Krug.